# 에스타디오 베니토 비야마린
에스타디오 베니토 비야마린(Estadio Benito Villamarín)은 스페인 세비야에 있는 축구 경기장으로, 레알 베티스의 홈구장이다. 1982년 FIFA 월드컵 개최 경기장의 하나이다.